# 赤坂東児
赤坂 東児（あかさか とおる、1958年（昭和33年）3月19日 - ）は、日本で活動する男性作曲家・編曲家。北海道釧路市出身。新音楽協会所属。

## 人物・経歴
主にNHK Eテレの子供向け番組の音楽を担当しており、『えいごであそぼ』ではほとんどの楽曲の作曲・編曲を担当している。また、『おかあさんといっしょ』でも数々の楽曲の作曲・編曲を手がけている他、福田和禾子の後を受け2008年度途中よりうたのおにいさん・おねえさんの歌唱指導を担当している。
テレビ朝日の子供番組『パオパオチャンネル』のワンコーナー「ピッカピカ音楽館」の楽曲「ヤーレンソーラン北海道」では作曲だけでなく自ら歌手を務め、同局の『ミュージックステーション』にも歌手として出演経験がある。

## 担当作品

### テレビ番組
- えいごであそぼ
- Mary Had A Little Lamb (アメリカ民謡 / 編曲: 赤坂東児)

番組オリジナル曲ほぼすべて作曲・編曲（- 2017年3月）
- おかあさんといっしょ
  - バイ・バイ・バイ! （作曲・編曲、1999年3月）
  - たまごまごまご（作曲・編曲、2002年4月）
  - このゆびとまれ（作曲・編曲、2003年4月）
  - ぺたぺたぺったんこ（作曲・編曲、2004年4月）
  - おしりフリフリ（編曲、2005年1月）
  - ズーズーダンス（作曲、2005年4月 - 2007年3月）
  - すごいぞ!じゃがいも（作曲・編曲、2005年7・8月）
  - しろいともだち（編曲、2006年2・3月）
  - ただいまママ（編曲、2006年7・8月）
  - ゴッチャ!（作曲、2007年4月 - 2012年3月）
  - だじゃれだゾ〜（編曲、2008年2月）
  - 青い空を見あげて（作曲・編曲、2008年10月）
  - あしたてんきにな〜れ! （作曲・編曲、2009年4月 - 2017年3月）
  - ママのたからもの（作曲・編曲、2010年2・3月）
  - 新幹線でゴー!ゴ・ゴー! （作曲・編曲、2011年6月）
  - みんないっしょに! （編曲、2013年8月）
  - カラスのかっくん（作曲・編曲、2013年10月）
  - ブンバ・ボーン! （作曲・編曲、2014年3月 - 2019年3月）
  - Say!good-Bye〜明日をみつめて〜 （編曲、2016年8月）
  - そよかぜスニーカー（編曲、2017年4月）
  - ガンバラッパ☆ガンバル～ン（作曲、2020年7月）
  - おっきなちっちゃな物語（編曲、2022年6月）

- みいつけた!
  - イスダンス（作曲・編曲、2009年4月 - ）
- ピッカピカ音楽館
  - ヤーレンソーラン北海道
  - うわさのぎょーてんおじさん
- みんなのうた
  - タニシちゃん（作曲・編曲、1986年2月・3月）
  - たいへんだぁ（編曲、1986年8月・9月）
  - ガムシャーラ（作曲・編曲、1991年8月・9月）
  - きっとしあわせ（編曲、1993年12月 - 1994年1月）
  - チュンチュンワールド〜おげんきたいそう（作曲・編曲、1994年8月・9月）
  - 輝きの彼方へ（作曲・編曲、1995年2月・3月）
  - いつもの笑顔で（編曲、1995年4月・5月）
  - チュンチュンワールド〜マジックカーニバル（作曲・編曲、1995年8月・9月）
  - エプロン・ヒーロー（編曲、1995年10月・11月）
  - ペンギンパラダイス（作曲・編曲、1996年10月・11月）

### テレビアニメ
- 炎の闘球児 ドッジ弾平
  - 炎のゴー・ファイト（編曲、1991年10月 - 1992年9月）

## 参加番組

### テレビ番組
- ミュージックステーション（1988年、「ヤーレンソーラン北海道」を生で歌唱）
- えいごであそぼ（1995年4月 - 、2006年4月からはブライアン・ペックと共同）
- おかあさんといっしょ（1990年代から楽曲提供）

### 舞台
- おかあさんといっしょ ファミリーコンサート
  - 星空のメリーゴーラウンド〜50周年記念コンサート〜（2009年11月、斎藤ネコと共同）
  - どうする!どうなる?ごちそうまつり (2011年11月、斎藤ネコと共同)
  - ぽていじま・わくわくマラソン! (2012年5月、斎藤ネコと共同)
  - うたとダンスのくるくるしょうてんがい (2012年11月、斎藤ネコと共同)
  - しゃぼんだまじょとないないランド（2014年11月、斎藤ネコと共同）
  - しりとりじまでだいぼうけん（2016年5月）
- おかあさんといっしょ スペシャルステージ
  - みんないっしょに!空までとどけ!みんなの想い! （2013年8月）
  - みんないっしょに!歌って遊んで 夢の大ぼうけん! （2015年8月）
- ワンワンといっしょ!夢のキャラクター大集合
  - 魔女がおじゃましま〜ジョ! （2014年2月）
  - 春のプリンセスとおさむい将軍（2015年2月）